# Dragoneutes pilosus
Dragoneutes pilosus är en skalbaggsart som beskrevs av Monné M. L. 2004. Dragoneutes pilosus ingår i släktet Dragoneutes och familjen långhorningar. Inga underarter finns listade i Catalogue of Life.